# Metzgeria violacea
Metzgeria violacea là một loài Rêu trong họ Metzgeriaceae. Loài này được (Ach.) Dumort. mô tả khoa học đầu tiên năm 1835.